# Le Comte de Monte-Cristo (2024)
Le Comte de Monte-Cristo is een Franse film uit 2024, geschreven en geregisseerd door Matthieu Delaporte en Alexandre de La Patellière, gebaseerd op de gelijknamige roman van Alexandre Dumas uit 1844. De hoofdrol wordt vertolkt door Pierre Niney.

## Verhaal
Edmond Dantès is een levenslustige jongeman die stuurman is op de driemaster Le Pharaon, onder kapitein Danglars. Het geluk lacht hem van alle kanten toe. De reder Pierre Morrel is tevreden over hem en bevordert hem tot kapitein ten nadele van Danglers. Edmond gaat trouwen met zijn geliefde Mercedes. Het geluk van Edmond leidt inmiddels tot jaloezie bij Danglars, die zich vernederd voelt door de promotie van Edmond. Edmonds relatie en het voorgenomen huwelijk leiden ook tot jaloezie bij zijn vriend Fernand de Morcerf, de volle neef van Mercedes, die zelf ook smoorverliefd is op Mercedes. Danglars spant samen met Caderousse, Fernand de Morcef en procureur Gérard de Villefort en ze betichten Dantès ervan een Bonapartist te zijn. 
Dantès wordt op zijn huwelijksdag in 1815 gearresteerd en wordt voor levenslang opgesloten in het Château d'If, een gevangenis op een eiland voor de kust van Marseille. In de gevangenis ontmoet Dantès de Italiaanse priester abbé Faria, die ook onschuldig gevangen zit. Faria is een zeer intelligente en ontwikkelde man. Edmond wordt door Faria onderwezen in vreemde talen, geschiedenis, economie, filosofie en wiskunde. Maar Faria weet ook dat op het eiland Montecristo een fabelachtige schat verborgen is. Die schat is ooit verborgen door de familie De Spade; die familie is nu uitgestorven en hun schat behoort daarom aan de eerste vinder. Faria overlijdt terwijl ze een tunnel proberen graven en Dantès slaagt er vervolgens in te ontsnappen na veertien jaar gevangenschap door zelf in de lijkzak te kruipen. Hij gaat naar Montecristo en vindt de schat waardoor hij heel rijk wordt.
Na negen jaar omzwervingen gaat Dantès naar Parijs om wraak te nemen op iedereen die hem verraden heeft. Hij noemt zich nu de graaf van Monte-Cristo, een mysterieuze edelman met een luxueuze levensstijl. Hij heeft als gezelschap André, de buitenechtelijke zoon van Gérard de Villefort, die zich prins Andrea Cavalcanti noemt, en Haydée, wiens vader door Fernand de Morcerf werd vermoord.

## Rolverdeling
| Acteur               | Personage                                             |
| -------------------- | ----------------------------------------------------- |
| Pierre Niney         | Edmond Dantès / graaf van Monte-Cristo / Lord Halifax |
| Bastien Bouillon     | Fernand de Morcerf                                    |
| Anaïs Demoustier     | Mercédès                                              |
| Anamaria Vartolomei  | Haydée                                                |
| Laurent Lafitte      | Gérard de Villefort                                   |
| Pierfrancesco Favino | abbé Faria                                            |
| Patrick Mille        | baron Danglars                                        |
| Vassili Schneider    | Albert de Morcerf                                     |
| Julien de Saint Jean | prins Andrea Cavalcanti / André de Villefort          |
| Julie de Bona        | Victoria Danglars                                     |
| Adèle Simphal        | Angèle                                                |
| Stéphane Varupenne   | Gaspard Caderousse                                    |
| Marie Narbonne       | Eugénie Danglars                                      |
| Bruno Raffaelli      | Morrel                                                |
| Bernard Blancan      | Louis Dantès                                          |

## Productie
Op 20 november 2020, voor de verfilming van het tweeluik dat ze schreven over de De drie musketiers, met de films D'Artagnan en Milady, kondigden Alexandre de La Patellière en Matthieu Delaporte hun project aan om het werk van Alexandre Dumas verder te bewerken en een film te regisseren gebaseerd op De graaf van Monte-Cristo.
Pierre Niney werd in februari 2023 bekendgemaakt in de titelrol. Een deel van de hoofdcast wordt bekendgemaakt in juli 2023 met de  Anaïs Demoustier, Laurent Lafitte, Anamaria Vartolomei, Bastien Bouillon, Patrick Mille, Vassili Schneider, Julien de Saint -Jean, evenals de Italiaanse acteur Pierfrancesco Favino.

### Filmopnames
De filmopnames duurden 76 dagen en vonden plaats van 24 juli 2023 tot 21 november 2023. Ze vonden voornamelijk plaats in Frankrijk: in de regio Parijs, in Occitanie en in de Provence-Alpes-Côte d'Azur, inclusief in het Château d'If. Om de residentie van de graaf van Monte-Cristo weer te geven, werden verschillende locaties gebruikt: het kasteel van Ferrières (Seine-et-Marne), de kathedraal van Meaux voor de oefenruimte, het Paleis Brongniart voor de woonkamer, het kasteel van Aubiry (Pyrénées-Orientales) voor de hal, de trap en de wapenkamer, en ten slotte het kasteel van Dampont (Val-d'Oise) voor een kamer. Er werden ook verschillende scènes gefilmd in het Maison d'éducation de la Légion d'honneur in Saint-Denis. De abdijbibliotheek grenzend aan de Kathedraal van Saint-Denis werd verondersteld het kantoor van de procureur te zijn.
In Occitanië vonden de opnames plaats in het Clape-massief, het kasteel van Engarran in Lavérune, dat dient als decor voor de Morcef-residentie, evenals in Pézenas en Villeneuvette, waaronder de Onze-Lieve-Vrouw-van-de-Assumptiekerk die dienst doet als decor voor de kapel waar het huwelijk van Dantès en Mercédès plaatsvindt. Andere scènes werden gefilmd in de Grand Harbour in Valletta, Malta, die dient als decor voor de haven van Marseille, en in Cyprus.

## Release
Le Comte de Monte-Cristo ging op 22 mei 2024 in première op het Filmfestival van Cannes buiten competitie en kreeg aan het einde van de vertoning een staande ovatie van bijna 12 minuten.
De film kreeg positieve kritieken van de filmcritici, met een score van 100% op Rotten Tomatoes, gebaseerd op 12 beoordelingen.